# Herbert Sandin
Johan Herbert Sandin, född 16 mars 1928 i Gudmundrå församling, död 27 december 2007 i Norrköpings Borgs församling, var en svensk fotbollsspelare (högerytter), trefaldig svensk mästare för IFK Norrköping och fem gånger landslagsman.

## Bakgrund
Sandin värvades från Kramfors och kom till IFK Norrköping 1950. Han tillhörde en av de mest framgångsrika IFK-uppställningarna genom tiderna och säsongerna 1951/1952, 1955/1956 och 1956/1957 vann han allsvenskt guld med klubben.
Herbert Sandin gjorde två mål vid debuten i svenska landslaget som centerforward den 10 juni 1951 i en match mot Turkiet, som Sverige besegrade med 3–1 på Råsunda. Han spelade 174 allsvenska matcher för IFK 1950–1958 och gjorde 66 mål. Skyttet, huvudspelet, snabbheten och väl avvägda inlägg från ytterpositionen var hans främsta företräden. Tillsammans med kedjekamraterna Torbjörn Jonsson och Henry "Putte" Källgren bildade han vid mitten av 1950-talet allsvenskans målfarligaste formation. Under åren 1959–1974 var han sekreterare i IFK-styrelsen.